# Reinhard Schwarzenberger
Reinhard Schwarzenberger (* 7. Jänner 1977 in Saalfelden) ist ein ehemaliger österreichischer Skispringer.

## Werdegang
Bei den Junioren-Weltmeisterschaften 1994 in Breitenwang gewann Schwarzenberger mit der österreichischen Mannschaft die Bronzemedaille. Ein Jahr später holte er sich bei den Junioren-Weltmeisterschaften 1995 im schwedischen Gällivare sowohl im Einzel, als auch mit der österreichischen Mannschaft die Silbermedaille. Schon bei seinem ersten Antreten an einem Weltcup Springen in Oberstdorf und dies ausgerechnet bei der prestigeträchtigen Vierschanzentournee triumphierte der damals 17-jährige Pongauer. In der Saison 1995/96 belegte er nach seinem zweiten Weltcupsieg in Garmisch-Partenkirchen in der Gesamtwertung der Vierschanzentournee den dritten Platz. In dieser Saison erzielte er auch in der Weltcup-Gesamtwertung mit dem neunten Platz sein bestes Ergebnis. Zu seinen weiteren großen Erfolgen gehören der dritte Platz bei den Olympischen Winterspielen 1998 in Nagano und bei der Weltmeisterschaft 1999 in Ramsau jeweils im Mannschaftswettbewerb. Schwarzenberger startete für die Turn- und Sportunion St. Veit im Pongau. Am 29. November 2007 gab er seinen Rücktritt vom Skisprungsport bekannt. Er schloss 2010 ein Studium der Betriebswirtschaft an der Universität Innsbruck erfolgreich ab.

## Erfolge

### Weltcupsiege im Einzel
| Nr. | Datum             | Ort                    | Typ         |
| --- | ----------------- | ---------------------- | ----------- |
| 01. | 30. Dezember 1994 | Oberstdorf             | Großschanze |
| 02. | 1. Jänner 1996    | Garmisch-Partenkirchen | Großschanze |

### Weltcupsiege im Team
| Nr. | Datum         | Ort  | Typ         |
| --- | ------------- | ---- | ----------- |
| 01. | 15. März 1996 | Oslo | Großschanze |

### Grand-Prix-Siege im Team
| Nr. | Datum          | Ort          | Typ           |
| --- | -------------- | ------------ | ------------- |
| 01. | 9. August 2003 | Hinterzarten | Normalschanze |
| 02. | 1. August 2004 | Hinterzarten | Normalschanze |

### Continental-Cup-Siege im Einzel
| Nr. | Datum             | Ort           | Typ           |
| --- | ----------------- | ------------- | ------------- |
| 01. | 21. Jänner 1995   | Gallio        | Normalschanze |
| 02. | 1. Jänner 2000    | Innsbruck     | Großschanze   |
| 03. | 12. Februar 2000  | Planica       | Großschanze   |
| 04. | 13. Februar 2000  | Planica       | Großschanze   |
| 05. | 25. August 2002   | Rælingen      | Normalschanze |
| 06. | 15. Februar 2003  | Eisenerz      | Normalschanze |
| 07. | 23. Februar 2003  | Lauscha       | Normalschanze |
| 08. | 8. Februar 2004   | Zakopane      | Großschanze   |
| 09. | 22. Februar 2004  | Iron Mountain | Großschanze   |
| 10. | 23. Februar 2004  | Iron Mountain | Großschanze   |
| 11. | 27. Dezember 2005 | Engelberg     | Großschanze   |
| 12. | 28. Dezember 2005 | Engelberg     | Großschanze   |

### Continental-Cup-Siege im Team
| Nr. | Datum            | Ort              | Typ         |
| --- | ---------------- | ---------------- | ----------- |
| 01. | 10. Februar 2001 | Titisee-Neustadt | Großschanze |

## Statistik

### Weltcup-Platzierungen
| Saison  | Platz | Punkte |
| ------- | ----- | ------ |
| 1994/95 | 14.   | 394    |
| 1995/96 | 09.   | 724    |
| 1996/97 | 31.   | 152    |
| 1997/98 | 21.   | 245    |
| 1998/99 | 15.   | 444    |
| 1999/00 | 30.   | 208    |
| 2000/01 | 34.   | 120    |
| 2002/03 | 27.   | 216    |
| 2003/04 | 36.   | 093    |
| 2004/05 | 74.   | 010    |
| 2005/06 | 41.   | 057    |

### Schanzenrekorde
| Ort       | Land    | Weite               | aufgestellt am  | Rekord bis        |
| --------- | ------- | ------------------- | --------------- | ----------------- |
| Engelberg | Schweiz | 127,5 m (HS: 137 m) | 14. Januar 1996 | 15. Dezember 2001 |

## Auszeichnungen
- 1998: Goldenes Verdienstzeichen für Verdienste um die Republik Österreich[1]